# Bandai Namco Filmworks
Bandai Namco Filmworks Inc. (株式会社バンダイナムコフィルムワークス Kabushiki gaisha Bandai Namuko Firumuwākusu?), cunoscută anterior și încă faimos ca Sunrise Inc., este o companie japoneză deținută de Bandai Namco Holdings cu afaceri concentrate pe producția, plănuirea și managementul anime-urilor. A fost fondată în septembrie 1972 de foști angajați ai Mushi Production.

## Sunrise

Logo pentru marca Sunrise, folosit de la sfârșitul lui 1996. A fost de asemenea folosit ca un logo corporativ până în 2022.

Divizia sa principală, Sunrise (サンライズ Sanraizu?), este un studio de animație japonez fondat în septembrie 1972 și care are sediul în Ogikubo, Tokyo. Numele sale anterioare au fost de asemenea Soeisha, Sunrise Studio și Nippon Sunrise.
Este recunoscut pentru seriale originale anime lăudate și populare precum Gundam, Cowboy Bebop, Space Runaway Ideon, Armored Trooper Votoms, Magic God Hero Legend Wataru, Yoroiden Samurai Troopers, Future GPX Cyber Formula, Crush Gear Turbo, The Vision of Escaflowne, Love Live!, Witch Hunter Robin, My-HiME, My-Otome, Code Geass: Lelouch of the Rebellion, Tiger & Bunny, și Cross Ange: Rondo of Angel and Dragon și de asemenea numeroasele sale adaptări de romane ușoare aclamate precum Crest of the Stars, Dirty Pair, Horizon in the Middle of Nowhere și Accel World, și manga printre care City Hunter, Inuyasha, Yashahime, Outlaw Star, Angel Links, Yakitate!! Japan, Planetes, Sgt. Frog, Gin Tama, și Kekkaishi. Producțiile lor conțin deseori animație și scene de acțiune fluide și mulți dintre fani se referă la calitatea lucrărilor lor ca "Sunrise Smooth".
Majoritatea lucrărilor sunt titluri originale create în casă de un personal creativ cu pseudonimul colectiv Hajime Yatate. Ei au mai operat studioul de jocuri video defunct Sunrise Interactive. Sunrise a lansat o editură de romane ușoare, Yatate Bunko Imprint, pe 30 septembrie 2016 ca să publice titluri originale și să suplimenteze francizele lor cu materiale noi. Anime-uri create de Sunrise care au câștigat premii la Animage Anime Grand Prix sunt Mobile Suit Gundam în 1979 și în prima jumătate din 1980, Space Runaway Ideon în a doua jumătate din 1980, Crusher Joe (o coproducție cu Studio Nue) în 1983, Dirty Pair în 1985, Future GPX Cyber Formula în 1991, Gundam SEED în 2002, Gundam SEED Destiny în 2004 și 2005, Code Geass: Lelouch of the Rebellion în 2006 și 2007 și Code Geass R2 în 2008, făcând pe Sunrise studioul anime câștigător cu cel mai mare număr de Premii Animage.

### Studiouri
- Studio 1
- Studio 2
- Studio 3
- Studio 4
- Studio 5
- Studio 6
- Studio 7
- Studio 8
- Studio 9
- Studio 10
- Studio 11
- D.I.D.
- Nerima Studio
- Sunrise Origin Studio (サンライズオリジンスタジオ)
- White Base

#### Foste studiouri
- Sunrise Beyond Inc.

## Studiouri anime fondate de foști animatori
- Studio Deen (fondat în March 1975) de Hiroshi Hasegawa și Takeshi Mochida.
- Studio Dub (fondat în ianuarie 1983) de Masa Yahata, preluat și devenit ca BNP Iwaki Studio în 2019.
- Lifework (fondat în 1984) de Yutaka Kanda și Masahiro Toyozumi, acum închis.
- Studio Takuranke (fondat în septembrie 1987) de Yasuhiko Kondō și Hiroyuki Yamada.
- Studio Gazelle (fondat în septembrie 1993) de Ikuo Sato.
- Bones (fondat în octombrie 1998) de Masahiko Minami.
- Manglobe (fondat în februarie 2002) de Shinichirō Kobayashi și Takashi Kochiyama, depus faliment pe 29 septembrie 2015.[7]
- A-1 Pictures (fondat în mai 2005) de Masuo Ueda și Mikihiro Iwata.
- Bridge (fondat în august 2007) de Chie Ohashi.
- Odd Eye Creative (fondat în februarie 2011) de Naotake Furusato.
- Yaoyorozu (fondat în august 2013) de Tatsuki, închis în 2020, afaceri de animație transferate și integrate în compania cu numele 8million.[8]
- Buemon (fondat în aprilie 2014) de Kiyohiko Takayama, fost personal 3DCG în Nerima Studio.